# Aleksander Zalewski
Aleksander Zalewski (Radziwie, 3 de mayo de 1854 - Lwów, 20 de octubre de 1906) fue un botánico, y micólogo polaco

## Biografía
Desde 1903, profesor de la Universidad de Lviv.
Fue un autor de obras micológicas y fisiográficas, en las que se describe la flora del Reino de Polonia.

## Eponimia
- (Asteraceae) Lappa zalewski Dybowski.[1]
- (Asteraceae) Arctium × zalewskii (Dybowski) Arènes[2]